# 卢马尔佐
卢马尔佐（義大利語：Lumarzo），是意大利热那亚省的一个市镇。总面积25.5平方公里，人口1589人，人口密度62.3人/平方公里（2009年）。ISTAT代码为010031。